# Aporophyla brunnea
Aporophyla brunnea là một loài bướm đêm trong họ Noctuidae.